# آمیرمکس
آمیرمکس (نام علمی: Amyrmex golbachi) نام یک گونه از تیره مورچه است.